# 農村的遠見
《農村的遠見》是台灣一部2018年的系列紀錄片，由劉嵩導演、林盛豐擔任總策劃，寶花團隊製作，透過借鑑德國、日本、荷蘭、美國和印尼的農村發展，試圖啟發台灣對於土地的想像。第一季共五集，自2018年12月4日起播出，第二季於2019年推出。

## 製作
2001年，劉嵩和林盛豐共同製作《城市的遠見》，後來他們發現相較於逐步邁向成熟的都市，台灣的農村卻逐漸凋零，因此決定將下部作品的焦點轉向農村。製作團隊從2009年開始籌備，走訪印尼峇里島、德國巴伐利亞邦懷楊鄉、荷蘭、日本神奈川縣及兵庫縣、德國史瓦比谷和美國舊金山，並以台東池上鄉作為台灣的案例，記錄當地農村的情況，歷經三年拍攝和一年後製，試圖讓觀眾對農村有更多的想像。劉嵩表示，《農村的遠見》只不過是一檔節目，不能解決農村的問題，只期望觀眾能透過節目發現台灣的農村面臨的困境，以免在無感中走向毀滅。

## 節目內容
| 第一季 | 印尼峇里島－千年智慧蘇巴克     | 2018年12月4日  |
| 第一季 | 德國懷楊鄉－遠見懷楊           | 2018年12月11日 |
| 第一季 | 荷蘭綠心－綠色核心             | 2018年12月18日 |
| 第一季 | 日本MOA岡田茂吉協會－自然農法  | 2018年12月25日 |
| 第一季 | 美國納帕河谷－精緻農業         | 2019年1月1日   |
| 第二季 | 日本豐岡市－東方白鸛的天空     | 2019年11月12日 |
| 第二季 | 荷蘭芬洛綠港－農業新創園區     | 2019年11月19日 |
| 第二季 | 德國施瓦本山谷－美麗諾羊的山谷 | 2019年11月26日 |
| 第二季 | 美國舊金山－有機生活美學       | 2019年12月3日  |
| 第二季 | 台灣台東縣池上鄉－永恆的米鄉   | 2019年12月10日 |

## 評價
民進黨立法委員蔡培慧讚揚劉嵩不只在紀錄片裡呈現農村的體系，也呈現了宗教與精神層面。宜蘭倆佰甲農村組織創辦人楊文全表示，自己透過《農村的遠見》看到印尼峇里島的蘇巴克，不但是一套完整的農耕系統，更是結合了地理環境、社會組織乃至於宗教信仰的文化。

## 獎項紀錄

### 金鐘獎
| 年份   | 獲提名         | 獎項                                 | 結果 |
| ------ | -------------- | ------------------------------------ | ---- |
| 2019年 | 農村的遠見     | 第54屆金鐘獎人文紀實節目獎           | 提名 |
| 2019年 | 劉嵩           | 第54屆金鐘獎金鐘獎非戲劇類節目導演獎 | 獲獎 |
| 2019年 | 何明瑞、吳政儒 | 第54屆金鐘獎金鐘獎非戲劇類節目攝影獎 | 提名 |
| 2020年 | 劉嵩           | 第55屆金鐘獎金鐘獎非戲劇類節目導演獎 | 提名 |
| 2020年 | 何明瑞、吳政儒 | 第55屆金鐘獎金鐘獎非戲劇類節目攝影獎 | 提名 |

## 海外播出
香港無綫電視無綫財經·資訊台在2020年8月2日至2020年8月30日逢星期日上午11時播映本節目，由關銳恒旁白，並由新聞及資訊部負責後期製作。

## 外部連結
- 農村的遠見的Facebook專頁
- 農村的遠見 （页面存档备份，存于） - 公視+
- 互联网电影数据库（IMDb）上《農村的遠見》的资料（英文）